# Louis Pfister
Louis Pfister (geb. 1833; gest. 1891), auch bekannt als Aloys Pfister bzw. unter seinem chinesischen Namen Fei Laizhi (chinesisch 費賴之 / 费赖之, W.-G. Fei Lai-chih), war ein französischer Jesuit, Historiker und Sinologe, der als Missionar in China arbeitete.
Sein bekanntestes Werk sind seine Notices biographiques et bibliographiques sur les Jésuites de l'ancienne mission de Chine. 1552–1773 (Biografische und bibliografische Notizen zu den Jesuiten der ehemaligen Mission in China. 1552–1773), das zuerst 1932 und 1934 in der jesuitischen Buchreihe der Variétés sinologiques (Bände 59 und 60) in Shanghai erschien und auch ins Chinesische übersetzt wurde. Pfister hatte ein ausgezeichnetes Verständnis der chinesischen Sprache, was sich bei seiner Arbeit mit chinesischen Sprachwerken und Enzyklopädien als nützlich erwies.

## Publikationen
- Notices biographiques et bibliographiques sur les Jésuites de l'ancienne mission de Chine. 1552–1773. Variétés sinologiques 59 und 60, Shanghai 1932 und 1934, Tome I, XVIe et XVIIe siècles; Tome II, XVIIIe siècle (Band I, Band II – Bibliographie – alphabetischer Index)

Ruhua Yesuhuishi liezhuan 入华耶稣会士列传 / (Übers. Feng Chengjun), CP, 1938 (Taipei, 1960)
- Catalogus patrum et fratrum e Societate Jesu qui a morte S. Fr. Xaverii ad annum MDCCCLXXII evangelio Xti propagando in Sinis adlaboraverunt: Ab anno 1552 ad annum 1779, Typis A. H. de Carvalho, 1873
- Cartes des provinces et des missions de la Compagnie avant la suppression (1763–1773), 1866
- La hiérarchie catholique en Chine, en Corée et au Japon
- Sur les routes du beau pays annécien
- La Savoie, pays des saints
- Ave Maria sive Maria ab Angelo variis linguis salutata
- La Compagnie de Jésus en Chine : le Kiang-nan en 1869 : relation historique et descriptive par les missionnaires / (Paris : E. de Soye, [1870])
- Zaihua Yesuhuishi liezhuan ji shumu 在华耶穌会士列传及书目 (dazu die Ergänzung von Joseph Dehergne, s. Lit.)